# Bandeira do Recife
A bandeira de Recife foi instituída pela Lei 11.210 de 15 de dezembro de 1973. O desenho se baseia em três colunas verticais - duas laterais de cor azul, e a central, branca -, lembrando a bandeira do estado de Pernambuco, o céu e a paz. Em cada faixa, há símbolos que se referem a fatos importantes da história recifense:
- Estrela (coluna azul da esquerda) - representação da República Brasileira, que se originou em Pernambuco, através do Movimento de 1817.
- Frase Virtus et Fides, em língua latina (coluna central) — traduzida como "Força e Fé", ideais éticos.[1]
- Leão neerlandês (coluna central) - coroado, se refere ao escudo de armas de João Maurício de Nassau e ao apelido recebido pelos pernambucanos ("Leão do Norte"), alusivo à história de lutas do povo do Estado.
- Cruz (coluna central) - representa a colonização portuguesa e a chegada do cristianismo no Brasil.
- Sol (coluna azul da direita) - simboliza a presença marcante do Sol nas terras da cidade.